# Auguste Dorchain
Auguste Dorchain (ur. 19 marca 1857 w Cambrai, zm. 8 lutego 1930 w Paryżu) – francuski poeta. 

## Życiorys
Uczęszczał do liceum w Rouen, gdzie nauczyciele wpoili mu podziw dla twórczości Pierre'a Corneille'a, któremu po latach poświęcił biografię. Po przyjeździe do Paryża zaczął studiować prawo, ale wkrótce zawarł liczne znajomości w kręgach literackich. Młodzieńcze wiersze publikował w pismach „La Plume”, „La Nouvelle Revue” i „L'Artiste”. Za swoich mistrzów uważał Sully'ego Prudhomme'a i François Coppéego. W roku 1881 jego pierwszy tomik poetycki La jeunesse pensive spotkał się z uznaniem czytelników i został wyróżniony przez Akademię Francuską. Wtedy Paul Porel, dyrektor teatru Odéon, zamówił u Dorchaine'a wiersz okolicznościowy z okazji stulecia tej sceny. 
Za tom Vers la lumière Dorchain otrzymał kolejną nagrodę Akademii i Legię Honorową. Został pierwszym przewodniczącym Towarzystwa Poetów Francuskich. Był przyjacielem organisty Charles'a-Marie Widore'a, który skomponował muzykę do jego libretta Jeanne d'Arc i do komedii Conte d'avril. O sztuce pisania wierszy wypowiedział się w obszernym eseju L'art des vers. Zmarł na skutek obrażeń odniesionych w wypadku samochodowym. Jego popiersia wyrzeźbili Philippe Besnard i Joseph Carlier.

## Główne dzieła
- La jeunesse pensive (Zadumana młodość), 1881 – zbiór wierszy
- L'Odéon et la Jeunesse (Odéon i Młodość), 1882 – wiersz okolicznościowy
- Alexandre Dumas, 1882 – wiersz okolicznościowy
- Conte d'avril, (Opowieść kwietniowa), 1885 – komedia w 4 aktach wierszem
- Jeanne d'Arc (Joanna d'Arc), 1890 – libretto pantomimy muzycznej
- Vers la lumière (Ku światłu), 1894 – zbiór wierszy
- Rose d'automne (Jesienna róża), 1895 – komedia wierszem
- Stances à Sainte-Beuve (Stance do Sainte-Beuve'a), 1898 – wiersze
- Ode à Michelet (Oda do Micheleta), 1898 – wiersz
- Un chant pour Léo Delibes (Pieśń dla Léo Delibesa), 1899 – wiersz
- Pour l'amour (Dla miłości), 1901 – dramat w 4 aktach wierszem
- L'art des vers (Sztuka pisania wierszy), 1905 – esej z zakresu poetyki
- Pierre Corneille (1918) – biografia